# Nastro d'Argento
Nastro d'Argento é um prémio de cinema atribuído todos os anos, desde 1946 pelos desempenhos cinematográficos e produção, entregues pelo Sindicato Nacional dos Jornalistas de Cinema Italianos, que é a associação dos críticos de cinema italianos.
Os prêmios atualmente concedidos são:
- Melhor filme (a partir de 2017)
- Melhor diretor (a partir de 2017)
- Melhor Comédia (desde 2009)
- Melhor Diretor Iniciante (desde 1972)
- Melhor Produtor
- Melhor Roteiro
- Melhor Roteiro (desde 1948)
- Melhor ator principal
- Melhor atriz principal
- Melhor ator coadjuvante
- Melhor Atriz Coadjuvante
- Melhor fotografia
- Melhor cenografia
- Melhores figurinos (desde 1953)
- Melhor trilha sonora (desde 1947)
- Melhor música original (desde 1999)
- Melhor edição
- Melhor som ao vivo (desde 2002)
- Melhor diretor de elenco (desde 2014)
- Melhor documentário
- Melhor documentário sobre cinema
- Melhor curta-metragem
- Fita de Prata para Carreira
- Fita de Prata  especial
- Fita de Prata europeu
- Prêmio Especial
- Prêmio Guglielmo Biraghi  para melhores talentos cinema jovem italiano (desde 2001)